# Oscar du meilleur film d'animation
L’Oscar du meilleur film d'animation (Academy Award for Best Animated Feature) est une récompense cinématographique américaine décernée chaque année depuis 2002 par l'Academy of Motion Picture Arts and Sciences en plus de tous les autres Oscars.
L'Oscar est attribué uniquement si au moins huit longs métrages d'animation sont sortis en salle au cours de l'année précédente. Si plus de quinze films sont éligibles dans la catégorie, les nominations sont au nombre de cinq, sinon il n'y en a que trois.

## Historique
Depuis la création des Oscars, les films d'animation concouraient dans la catégorie Oscar du meilleur film, au même titre que les films en prises de vues réelles.
Si trois films d'animation furent récompensés d'un Oscar pour une contribution spéciale (Blanche-Neige et les Sept Nains en 1939, Qui veut la peau de Roger Rabbit en 1989 et Toy Story en 1996), seuls trois ont été sélectionnés dans la catégorie « meilleur film » à ce jour : La Belle et la Bête en 1992, Là-Haut en 2010 et Toy Story 3 en 2011.[réf. nécessaire]
La catégorie « meilleur film d'animation » fut créée en 2002, les membres de l'académie ayant regretté que le film d'animation à succès Chicken Run n'ait pas été sélectionné pour l'Oscar du meilleur film lors de la 73e cérémonie des Oscars, l'année précédente.
Actuellement, Pete Docter est le seul artiste à avoir reçu trois Oscars de cette catégorie. Il a reçu l'Oscar du meilleur film d'animation trois fois pour Là-haut (Up), Vice-versa (Inside Out) et Soul.

## Palmarès
Note : L'année indiquée est celle de la cérémonie, récompensant les films tournées au cours de l'année précédente. Les lauréates sont indiquées en tête de chaque catégorie, en jaune et en caractères gras.

### Années 2000
| Année | Film                                          | Réalisation                                 |
| ----- | --------------------------------------------- | ------------------------------------------- |
| 2002  | Shrek                                         | Andrew Adamson, Vicky Jenson                |
| 2002  | Jimmy Neutron, un garçon génial               | John A. Davis                               |
| 2002  | Monstres et Cie                               | Pete Docter, David Silverman, Lee Unkrich   |
| 2003  | Le Voyage de Chihiro                          | Hayao Miyazaki                              |
| 2003  | L'Âge de glace                                | Chris Wedge, Carlos Saldanha                |
| 2003  | Lilo et Stitch                                | Dean DeBlois, Chris Sanders                 |
| 2003  | Spirit, l'étalon des plaines                  | Kelly Asbury, Lorna Cook                    |
| 2003  | La Planète au trésor : Un nouvel univers      | Ron Clements, John Musker                   |
| 2004  | Le Monde de Nemo                              | Andrew Stanton, Lee Unkrich                 |
| 2004  | Frère des ours                                | Bob Walker, Aaron Blaise                    |
| 2004  | Les Triplettes de Belleville                  | Sylvain Chomet                              |
| 2005  | Les Indestructibles                           | Brad Bird                                   |
| 2005  | Gang de requins                               | Éric Bergeron, Vicky Jenson, Rob Letterman  |
| 2005  | Shrek 2                                       | Andrew Adamson, Kelly Asbury, Conrad Vernon |
| 2006  | Wallace et Gromit : Le Mystère du lapin-garou | Nick Park, Steve Box                        |
| 2006  | Le Château ambulant                           | Hayao Miyazaki                              |
| 2006  | Les Noces funèbres                            | Tim Burton, Mike Johnson                    |
| 2007  | Happy Feet                                    | George Miller                               |
| 2007  | Cars                                          | John Lasseter, Joe Ranft                    |
| 2007  | Monster House                                 | Gil Kenan                                   |
| 2008  | Ratatouille                                   | Brad Bird, Jan Pinkava                      |
| 2008  | Persepolis                                    | Vincent Paronnaud, Marjane Satrapi          |
| 2008  | Les Rois de la glisse                         | Ash Brannon, Chris Buck                     |
| 2009  | WALL-E                                        | Andrew Stanton                              |
| 2009  | Kung Fu Panda                                 | Mark Osborne, John Stevenson                |
| 2009  | Volt, star malgré lui                         | Byron Howard, Chris Williams                |

### Années 2010
| Année | Film                                       | Réalisation                                                       |
| ----- | ------------------------------------------ | ----------------------------------------------------------------- |
| 2010  | Là-haut                                    | Pete Docter, Bob Peterson                                         |
| 2010  | Brendan et le Secret de Kells              | Tomm Moore, Nora Twomey                                           |
| 2010  | Coraline                                   | Henry Selick                                                      |
| 2010  | Fantastic Mr. Fox                          | Wes Anderson                                                      |
| 2010  | La Princesse et la Grenouille              | Ron Clements, John Musker                                         |
| 2011  | Toy Story 3                                | Lee Unkrich                                                       |
| 2011  | Dragons                                    | Dean DeBlois, Chris Sanders                                       |
| 2011  | L'Illusioniste                             | Sylvain Chomet                                                    |
| 2012  | Rango                                      | Gore Verbinski                                                    |
| 2012  | Le Chat potté                              | Chris Miller                                                      |
| 2012  | Chico et Rita                              | Fernando Trueba, Javier Mariscal                                  |
| 2012  | Kung Fu Panda 2                            | Jennifer Yuh Nelson                                               |
| 2012  | Une vie de chat                            | Alain Gagnol, Jean-Loup Felicioli                                 |
| 2013  | Rebelle                                    | Mark Andrews, Brenda Chapman, Steve Purcell                       |
| 2013  | L'Étrange Pouvoir de Norman                | Sam Fell, Chris Butler                                            |
| 2013  | Frankenweenie                              | Tim Burton                                                        |
| 2013  | Les Mondes de Ralph                        | Rich Moore                                                        |
| 2013  | Les Pirates ! Bons à rien, mauvais en tout | Peter Lord, Jeff Newitt                                           |
| 2014  | La Reine des neiges                        | Chris Buck, Jennifer Lee                                          |
| 2014  | Les Croods                                 | Chris Sanders, Kirk DeMicco                                       |
| 2014  | Ernest et Célestine                        | Stéphane Aubier, Vincent Patar, Benjamin Renner                   |
| 2014  | Moi, moche et méchant 2                    | Pierre Coffin, Chris Renaud                                       |
| 2014  | Le vent se lève                            | Hayao Miyazaki                                                    |
| 2015  | Les Nouveaux Héros                         | Don Hall, Chris Williams                                          |
| 2015  | Les Boxtrolls                              | Graham Annable, Anthony Stacchi                                   |
| 2015  | Le Chant de la mer                         | Tomm Moore                                                        |
| 2015  | Le Conte de la princesse Kaguya            | Isao Takahata                                                     |
| 2015  | Dragons 2                                  | Dean DeBlois                                                      |
| 2016  | Vice-versa                                 | Pete Docter, Ronnie del Carmen                                    |
| 2016  | Anomalisa                                  | Duke Johnson, Charlie Kaufman                                     |
| 2016  | Le Garçon et le Monde                      | Alê Abreu                                                         |
| 2016  | Shaun le mouton, le film                   | Mark Burton, Richard Starzak                                      |
| 2016  | Souvenirs de Marnie                        | Hiromasa Yonebayashi                                              |
| 2017  | Zootopie                                   | Byron Howard, Rich Moore, Jared Bush, Clark Spencer               |
| 2017  | Kubo et l'Armure magique                   | Travis Knight                                                     |
| 2017  | Vaiana : La Légende du bout du monde       | John Musker, Ron Clements, Chris Williams, Don Hall, Osnat Shurer |
| 2017  | Ma vie de Courgette                        | Claude Barras                                                     |
| 2017  | La Tortue rouge                            | Michael Dudok de Wit                                              |
| 2018  | Coco                                       | Lee Unkrich, Adrian Molina                                        |
| 2018  | Baby Boss                                  | Tom McGrath                                                       |
| 2018  | Parvana, une enfance en Afghanistan        | Nora Twomey                                                       |
| 2018  | Ferdinand                                  | Carlos Saldanha                                                   |
| 2018  | La Passion Van Gogh                        | Hugh Welchman, Dorota Kobiela                                     |
| 2019  | Spider-Man: New Generation                 | Bob Persichetti, Peter Ramsey, Rodney Rothman                     |
| 2019  | Ralph 2.0                                  | Rich Moore, Phil Johnston                                         |
| 2019  | Miraï, ma petite sœur                      | Mamoru Hosoda                                                     |
| 2019  | Les Indestructibles 2                      | Brad Bird                                                         |
| 2019  | L'Île aux chiens                           | Wes Anderson                                                      |

### Années 2020
| Année | Film                                         | Réalisation                                                                              |
| ----- | -------------------------------------------- | ---------------------------------------------------------------------------------------- |
| 2020  | Toy Story 4                                  | Josh Cooley, Mark Nielsen, Jonas Rivera                                                  |
| 2020  | Dragons 3 : Le monde caché                   | Dean DeBlois, Bradford Lewis, Bonnie Arnold                                              |
| 2020  | J'ai perdu mon corps                         | Jérémy Clapin, Marc du Pontavice                                                         |
| 2020  | Klaus                                        | Sergio Pablos, Jinko Gotoh, Marisa Román                                                 |
| 2020  | Monsieur Link                                | Chris Butler, Arianne Sutner, Travis Knight                                              |
| 2021  | Soul                                         | Pete Docter, Dana Leigh Murray                                                           |
| 2021  | En avant                                     | Dan Scanlon, Kori Rae                                                                    |
| 2021  | Voyage vers la Lune                          | Glen Keane, Gennie Rin, Peilin Chou                                                      |
| 2021  | Shaun le mouton : La ferme contre-attaque    | Richard Phelan, Will Becher, Paul Kewley                                                 |
| 2021  | Le Peuple Loup                               | Tomm Moore, Ross Stewart, Paul Young, Stéphan Roelants                                   |
| 2022  | Encanto : La Fantastique Famille Madrigal    | Jared Bush, Byron Howard, Yvett Merino, Clark Spencer                                    |
| 2022  | Flee                                         | Jonas Poher Rasmussen, Monica Hellström, Signe Byrge Sørensen, Charlotte de La Gournerie |
| 2022  | Luca                                         | Enrico Casarosa, Andrea Warren                                                           |
| 2022  | Les Mitchell contre les machines             | Mike Rianda, Phil Lord, Christopher Miller, Kurt Albercht                                |
| 2022  | Raya et le Dernier Dragon                    | Don Hall, Carlos López Estrada, Osnat Shurer, Peter Del Vecho                            |
| 2023  | Pinocchio par Guillermo del Toro             | Guillermo del Toro, Mark Gustafson, Gary Ungar, Alex Bulkley                             |
| 2023  | Alerte Rouge                                 | Domee Shi, Lindsey Collins                                                               |
| 2023  | Le Chat potté 2 : La Dernière Quête          | Joel Crawford, Mark Swift                                                                |
| 2023  | Marcel le coquillage (avec ses chaussures)   | Dean Fleischer Camp, Elisabeth Holm, Andrew Goldman, Caroline Kaplan, Paul Mezey         |
| 2023  | Le Monstre des mers                          | Chris Williams, Jed Schlanger                                                            |
| 2024  | Le Garçon et le Héron                        | Hayao Miyazaki, Toshio Suzuki                                                            |
| 2024  | Élementaire                                  | Peter Sohn, Denise Ream                                                                  |
| 2024  | Mon ami robot                                | Pablo Berger, Ibon Cormenzana, Ignasi Estapé, Sandra Tapia Diaz                          |
| 2024  | Nimona                                       | Nick Bruno, Troy Quane, Karen Ryan, Julie Zackary                                        |
| 2024  | Spider-Man: Across the Spider-Verse          | Kemp Powers, Justin K. Thompson, Phil Lord, Christopher Miller, Amy Pascal               |
| 2025  | Flow                                         | Gints Zilbalodis                                                                         |
| 2025  | Mémoires d'un escargot                       | Adam Elliot                                                                              |
| 2025  | Le Robot sauvage                             | Chris Sanders                                                                            |
| 2025  | Vice-versa 2                                 | Kelsey Mann                                                                              |
| 2025  | Wallace et Gromit : La Palme de la vengeance | Nick Park, Merlin Crossingham                                                            |

## Statistiques
Ce tableau liste les studios de réalisation ayant reçu plus de deux nominations à l'Oscar du meilleur film d'animation, avec les éventuelles victoires marquées en gras et la liste des films nommés par ordre chronologique.
| Studio                        | Nominations | Victoires | Films |
| ----------------------------- | ----------- | --------- | --- |
| Pixar Animation Studios       | 19          | 11        | - Monstres et Cie - Le Monde de Nemo - Les Indestructibles - Cars - Ratatouille - WALL-E - Là-haut - Toy Story 3 - Rebelle - Vice-versa - Coco - Les Indestructibles 2 - Toy Story 4 - En avant - Soul - Luca - Alerte rouge - Élémentaire - Vice-versa 2                                                                                   |
| Walt Disney Animation Studios | 13          | 4         | - Lilo et Stitch - La Planète au trésor : Un nouvel univers - Frère des ours - Volt, star malgré lui - La Princesse et la Grenouille - Les Mondes de Ralph - La Reine des neiges - Les Nouveaux Héros - Zootopie - Vaiana : La Légende du bout du monde - Ralph 2.0 - Encanto : La Fantastique Famille Madrigal - Raya et le Dernier Dragon |
| Dreamworks Animation          | 15          | 2         | - Shrek - Spirit, l'étalon des plaines - Shrek 2 - Gang de requins - Wallace et Gromit : Le Mystère du lapin-garou - Kung Fu Panda - Dragons - Kung Fu Panda 2 - Le Chat potté - Les Croods - Dragons 2 - Baby Boss - Dragons 3 : Le monde caché - Le Chat potté 2 : La Dernière Quête - Le Robot sauvage                                   |
| Studio Ghibli                 | 7           | 2         | - Le Voyage de Chihiro - Le Château ambulant - Le vent se lève - Le Conte de la princesse Kaguya - Souvenirs de Marnie - La Tortue rouge - Le Garçon et le Héron |
| Laika                         | 6           | 0         | - Les Noces funèbres - Coraline - L'Étrange Pouvoir de Norman - Les Boxtrolls - Kubo et l'Armure magique - Monsieur Link |
| Netflix                       | 5           | 1         | - Klaus - Voyage vers la Lune - Les Mitchell contre les machines - Le Monstre des mers - Pinocchio par Guillermo del Toro |
| Sony Pictures Animation       | 5           | 1         | - Les Rois de la glisse - Les Pirates ! Bons à rien, mauvais en tout - Spider-Man: New Generation - Les Mitchell contre les machines - Spider-Man: Across the Spider-Verse |
| Aardman Animations            | 5           | 1         | - Wallace et Gromit : Le Mystère du lapin-garou - Les Pirates ! Bons à rien, mauvais en tout - Shaun le mouton, le film - Shaun le mouton : La ferme contre-attaque - Wallace et Gromit : La Palme de la vengeance |
| Cartoon Saloon                | 4           | 0         | - Brendan et le Secret de Kells - Le Chant de la mer - Parvana, une enfance en Afghanistan - Le Peuple Loup |
| Les Armateurs                 | 3           | 0         | - Les Triplettes de Belleville - Brendan et le Secret de Kells - Ernest et Célestine |
| Nickelodeon Animation Studio  | 2           | 1         | - Jimmy Neutron, un garçon génial - Rango |
| American Empirical            | 2           | 0         | - Fantastic Mr. Fox - L'Île aux chiens |
| Blue Sky Studios              | 2           | 0         | - L'Âge de glace - Ferdinand |
| Tim Burton Productions        | 2           | 0         | - Les Noces funèbres - Frankenweenie |